# Alexandra Sasko-Koburská
Alexandra z Edinburghu (Alexandra Luisa Olga Viktorie; 1. září 1878, Coburg – 16. dubna 1942, Schwäbisch Hall) byla čtvrté dítě a třetí dcera Alfréda, vévody ze Saska-Koburska-Gothajska, a velkokněžny Marie Alexandrovny Ruské. Jako manželka Arnošta II. byla kněžnou manželkou z Hohenlohe-Langenburku. Byla vnučkou jak královny Viktorie Britské, tak cara Alexandra II. Ruského.

## Dětství
Princezna Alexandra se narodila 1. září 1878 na zámku Rosenau v Coburgu jako dcera Alfréda Sasko-Kobursko-Gothajského, druhého syna královny Viktorie a prince Alberta. Její matkou byla Marie Alexandrovna Romanovová, dcera Alexandra II. Ruského a Marie Alexandrovny.
Pokřtěna byla 2. října 1878 v paláci Edinburgh v Coburgu, pravděpodobně matčiným kaplanem. Mezi jejími kmotry byl strýc z matčiny strany, velkokníže Alexej Alexandrovič Romanov. Rodina jí říkala "Sandra".
Alexandra trávila dětství nejdříve v Anglii a poté v letech 1886 až 1889 na Maltě, kde její otec sloužil v královském námořnictvu. V roce 1889 se rodina přestěhovala do Coburgu. V roce 1893 zemřel její prastrýc Arnošt II., vévoda sasko-kobursko-gothajský a jeho dědic, otcův bratr princ z Walesu, se vzdal svých práv na vévodství a Sasko-kobursko-gothajské vévodství zdědil Alexandřin otec Alfréd. V roce 1885 byla družičkou na svatbě nejmladší dcery královny Viktorie, své tety Beatrix Sasko-Koburské s Jindřichem z Battenbergu.
6. července 1893 byla také družičkou na svatbě vévody a vévodkyně z Yorku. Po celý svůj život byla Alexandra obvykle zastíněna dvěma svými staršími sestrami, Marií a Viktorií Melitou. Alexandra, méně krásná a zamlklejší, než její sestry, byla obyčejná, klidná a ne tak oslnivá.

## Manželství
Během Alexandřiných formujících let, její otec, zabraný svou kariérou u námořnictva a později vládou ve vévodství, se jen málo věnoval své rodině. To Alexandřina matka byla dominantním prvkem v životě svých dětí. Vévodkyně věřila, že se její dcery provdají ještě jako mladé, než o sobě začnou přemýšlet. Na konci roku 1895 sjednala Alexandřino zasnoubení s princem Arnoštem z Hohenlohe-Langenburgu. Její babička, královna Viktorie, si stěžovala, že je příliš mladá. Alexandřin otec nesouhlasil s postavením svého budoucího zetě. Arnošt byl vnukem Feodory Leiningenské, polorodé sestry královny Viktorie. Svatba se konala 20. dubna 1896 v německém Coburgu. Měli spolu pět dětí:
- 1. Gottfried z Hohenlohe-Langenburgu (24. 3. 1897 Langenburg – 11. 5. 1960 tamtéž), titulární kníže z Hohenlohe-Langenburgu[2][3]
⚭ 1931 Margarita Řecká a Dánská (18. 4. 1905 Athény – 24. 4. 1981 Bad Wiessee)[4][5]
- 2. Marie Melita Hohenlohe-Langenburská (18. 1. 1899 Langenburg – 8. 11. 1967 Mnichov)[6][7]
⚭ 1916 Vilém Fridrich Šlesvicko-Holštýnský (23. 8. 1891 Thumby – 10. 2. 1965 Coburg), titulární šlesvicko-holštýnský vévoda[8][9]
- 3. Alexandra z Hohenlohe-Langenburgu (2. 4. 1901 Coburg – 26. 10. 1963 Langenburg), svobodná a bezdětná[10]
- 4. Irma z Hohenlohe-Langenburgu (4. 7. 1902 Langenburg – 8. 3. 1986 Heilbronn), svobodná a bezdětná[11]
- 5. Alfréd z Hohenlohe-Langenburgu (16. 4. 1911 Langenburg – 18. 4. 1911 tamtéž)[12]

## Pozdější život
Alexandra žila po zbytek života v Německu. Po smrti jejího otce v roce 1900 byl manžel Arnošt jmenován regentem sasko-koburského vévodství po dobu nezletilosti nového vévody, který byl jejím bratrancem. Alexandřin jediný bratr Alfréd zemřel v roce 1899. Za První světové války pracovala jako sestřička u Mezinárodního červeného kříže. V únoru 1916 se její nejstarší dcera v Coburgu provdala za prince Fridricha z Gluckburgu a stala se babičkou, když se páru v květnu 1917 narodilo první dítě, syn Hans. Na třicáté páté výročí její svatby, v dubnu 1931, se její syn Gottfried oženil s princeznou Markétou Řeckou a Dánskou. V letech před Druhou světovou válkou byla Alexandra nejdříve příznivcem nacistické strany, ke které se 1. května 1937 společně s několika svými dětmi připojila. Zemřela ve Schwäbisch Hall, Bádensku-Wurttenbersku 16. dubna 1942.

## Tituly a oslovení
- 1. září 1878 – 23. srpna 1893: Její Královská Výsost princezna Alexandra z Edinburghu, princezna Sasko-Kobursko-Gothajská, vévodkyně saská
- 23. srpna 1893 - 20. dubna 1896: Její Královská Výsost princezna Alexandra Sasko-Kobursko-Gothajská
- 20. dubna 1896 – 9. března 1913: Její Královská Výsost dědičná kněžna z Hohenlohe-Langenburgu
- 9. března 1913 – 16. dubna 1942: Její Královská Výsost kněžna z Hohenlohe-Langenburgu

## Vývod z předků
|                          |                                     |  |                |                                      |  |  |  |  |  |  |  | František Sasko-Kobursko-Saalfeldský |
|                          |                                     |  |                |                                      |  |  |  |  |  |  |  |                                      |
|                          | Arnošt I. Sasko-Kobursko-Gothajský  |  |                |                                      |  |  |  |  |  |  |  |                                      |
|                          |                                     |  |                |                                      |  |  |  |  |  |  |  |                                      |
|                          |                                     |  |                | Augusta Reuss Ebersdorf              |  |  |  |  |  |  |  |                                      |
|                          |                                     |  |                |                                      |  |  |  |  |  |  |  |                                      |
|                          | Albert Sasko-Kobursko-Gothajský     |  |                |                                      |  |  |  |  |  |  |  |                                      |
|                          |                                     |  |                |                                      |  |  |  |  |  |  |  |                                      |
|                          |                                     |  |                | Augustus Sasko-Gothajsko-Altenburský |  |  |  |  |  |  |  |                                      |
|                          |                                     |  |                |                                      |  |  |  |  |  |  |  |                                      |
|                          | Luisa Sasko-Gothajsko-Altenburská   |  |                |                                      |  |  |  |  |  |  |  |                                      |
|                          |                                     |  |                |                                      |  |  |  |  |  |  |  |                                      |
|                          |                                     |  |                | Luisa Šarlota Meklenbursko-Zvěřínská |  |  |  |  |  |  |  |                                      |
|                          |                                     |  |                |                                      |  |  |  |  |  |  |  |                                      |
|                          | Alfréd Sasko-Kobursko-Gothajský     |  |                |                                      |  |  |  |  |  |  |  |                                      |
|                          |                                     |  |                |                                      |  |  |  |  |  |  |  |                                      |
|                          |                                     |  |                | Jiří III.                            |  |  |  |  |  |  |  |                                      |
|                          |                                     |  |                |                                      |  |  |  |  |  |  |  |                                      |
|                          | Eduard August Hannoverský           |  |                |                                      |  |  |  |  |  |  |  |                                      |
|                          |                                     |  |                |                                      |  |  |  |  |  |  |  |                                      |
|                          |                                     |  |                | Šarlota Meklenbursko-Střelická       |  |  |  |  |  |  |  |                                      |
|                          |                                     |  |                |                                      |  |  |  |  |  |  |  |                                      |
|                          | Královna Viktorie                   |  |                |                                      |  |  |  |  |  |  |  |                                      |
|                          |                                     |  |                |                                      |  |  |  |  |  |  |  |                                      |
|                          |                                     |  |                | František Sasko-Kobursko-Saalfeldský |  |  |  |  |  |  |  |                                      |
|                          |                                     |  |                |                                      |  |  |  |  |  |  |  |                                      |
|                          | Viktorie Sasko-Kobursko-Saalfeldská |  |                |                                      |  |  |  |  |  |  |  |                                      |
|                          |                                     |  |                |                                      |  |  |  |  |  |  |  |                                      |
|                          |                                     |  |                | Augusta Reuss Ebersdorf              |  |  |  |  |  |  |  |                                      |
|                          |                                     |  |                |                                      |  |  |  |  |  |  |  |                                      |
| Alexandra Sasko-Koburská |                                     |  |                |                                      |  |  |  |  |  |  |  |                                      |
|                          |                                     |  |                |                                      |  |  |  |  |  |  |  |                                      |
|                          |                                     |  | Pavel I. Ruský |                                      |  |  |  |  |  |  |  |                                      |
|                          |                                     |  |                |                                      |  |  |  |  |  |  |  |                                      |
|                          | Mikuláš I. Pavlovič                 |  |                |                                      |  |  |  |  |  |  |  |                                      |
|                          |                                     |  |                |                                      |  |  |  |  |  |  |  |                                      |
|                          |                                     |  |                | Žofie Dorota Württemberská           |  |  |  |  |  |  |  |                                      |
|                          |                                     |  |                |                                      |  |  |  |  |  |  |  |                                      |
|                          | Alexandr II. Nikolajevič            |  |                |                                      |  |  |  |  |  |  |  |                                      |
|                          |                                     |  |                |                                      |  |  |  |  |  |  |  |                                      |
|                          |                                     |  |                | Fridrich Vilém III.                  |  |  |  |  |  |  |  |                                      |
|                          |                                     |  |                |                                      |  |  |  |  |  |  |  |                                      |
|                          | Šarlota Pruská                      |  |                |                                      |  |  |  |  |  |  |  |                                      |
|                          |                                     |  |                |                                      |  |  |  |  |  |  |  |                                      |
|                          |                                     |  |                | Luisa Meklenbursko-Střelická         |  |  |  |  |  |  |  |                                      |
|                          |                                     |  |                |                                      |  |  |  |  |  |  |  |                                      |
|                          | Marie Alexandrovna Romanovová       |  |                |                                      |  |  |  |  |  |  |  |                                      |
|                          |                                     |  |                |                                      |  |  |  |  |  |  |  |                                      |
|                          |                                     |  |                | Ludvík I. Hesenský                   |  |  |  |  |  |  |  |                                      |
|                          |                                     |  |                |                                      |  |  |  |  |  |  |  |                                      |
|                          | Ludvík II. Hesenský                 |  |                |                                      |  |  |  |  |  |  |  |                                      |
|                          |                                     |  |                |                                      |  |  |  |  |  |  |  |                                      |
|                          |                                     |  |                | Luisa Hesensko-Darmstadtská          |  |  |  |  |  |  |  |                                      |
|                          |                                     |  |                |                                      |  |  |  |  |  |  |  |                                      |
|                          | Marie Alexandrovna                  |  |                |                                      |  |  |  |  |  |  |  |                                      |
|                          |                                     |  |                |                                      |  |  |  |  |  |  |  |                                      |
|                          |                                     |  |                | Karel Ludvík Bádenský                |  |  |  |  |  |  |  |                                      |
|                          |                                     |  |                |                                      |  |  |  |  |  |  |  |                                      |
|                          | Vilemína Luisa Bádenská             |  |                |                                      |  |  |  |  |  |  |  |                                      |
|                          |                                     |  |                |                                      |  |  |  |  |  |  |  |                                      |
|                          |                                     |  |                | Amálie Hesensko-Darmstadtská         |  |  |  |  |  |  |  |                                      |
|                          |                                     |  |                |                                      |  |  |  |  |  |  |  |                                      |